# SAYC
SAYC (akronim od Standard American Yellow Card) - system licytacyjny skodyfikowany przez Amerykańską Federację Brydża Sportowego (ACBL) jako system obowiązkowy na niektórych turniejach i jako baza dla dalszych ustaleń przez partnerów. 
System jest naturalny, prosty, tzn. zawiera niewielką liczbę sztucznych konwencji, cechuje się otwarciami 1♣️️/♦️ z trójki (Lepszy młodszy), otwarciami 1♥️️/♠️️ z piątki, silnym otwarciem 1BA i silnym, sztucznym otwarciem 2♣️️. Jest często wykorzystywany przy grze w internecie. 

## Otwarcia
Otwarcia w systemie są następujące: 
1♣️️/♦️ - 3+ karty, 13-21 pkt.
1♥️️/♠️️ - 5+ kart, 13-21 pkt.
1BA - 15-17 PC, skład zrównoważony.
2♣️️ - 22+ pkt, skład dowolny.
2♦️/♥️️/♠️️ - tzw. słabe dwa. Kolor sześciokartowy i 5-11 PC.
2BA - 20-21 PC, skład zrównoważony.
Przy dwóch kolorach 66 lub 55 należy otwierać w starszy. Przy 44 w kolorach młodszych i braku starszej piątki otwiera się zwykle 1♦️. Przy 33 w kolorach młodszych i braku starszej piątki otwiera się zwykle 1♣️️. Z ręką 4432 z trójką kar i dwójką trefli otwiera się 1♦️.

## Odpowiedzi

### Odpowiedzi na 1♥️️/♠️️[1]
Ponieważ najłatwiej osiągnąć dograną grając 4♥️️/♠️️ to priorytetem jest poparcie partnera. 
- Pojedyncze podniesienie oznacza 3+ karty i 6-9 pkt.
- Podniesienie z przeskokiem oznacza 4+ kart i 10-12 pkt.
- Pokazanie nowego koloru na wysokości 1 (jedyna sekwencja to 1♥️️-1♠️️) oznacza 4+ kart w tym kolorze, 6+ pkt. i forsuje.
- 1BA oznacza 6-9 PC i nie forsuje.
- Zalicytowanie nowego koloru na poziomie dwóch bez przeskoku oznacza 10+ pkt., forsuje. Jeżeli jest to kolor młodszy wystarczą 4 karty. Jeżeli jest to kolor starszy (jedyna sekwencja bez przeskoku to 1♠️️-2♥️️) potrzeba 5 kart[2].
- 2BA to bardzo silne poparcie, tzw. 2BA Jacoby.

### Odpowiedzi na 1♣️️/♦️[1]
Odpowiedzi są podobne do odpowiedzi na otwarcie 1♥️️/♠️️, jednakże, ponieważ najłatwiej jest osiągnąć dograną grając 4♥️️/♠️️, to teraz priorytetem jest zgłoszenie koloru starszego. Ponieważ partner otwierając w kolor młodszy może mieć tylko 3 karty, to teraz do pojedynczego podniesienia potrzeba co najmniej 4 kart, a do podniesienia z przeskokiem - co najmniej 5. 
- Pokazanie nowego koloru na wysokości 1 oznacza 4+ kart w tym kolorze, 6+ pkt. i forsuje.
- Pojedyncze podniesienie oznacza 4+ karty i 6-9 pkt.
- Podniesienie z przeskokiem oznacza 5+ kart i 10-12 pkt.
- 1BA oznacza 6-9 PC i nie forsuje.
- Zalicytowanie nowego koloru na poziomie dwóch bez przeskoku (jedyna sekwencja to 1♦️-2♣️️) oznacza 10+ pkt., 4+ karty. forsuje.
- 2BA - skład zrównoważony, 13-15 PC.

### Odpowiedzi na 1BA[1]
2♣️️ - Stayman.
2♦️ - transfer na kiery.
2♥️️ - transfer na piki.
2BA - inwit do 3BA.

### Odpowiedzi na 2♣️️[1]
- 2♦️ - negat (mniej niż 8 pkt.) lub odpowiedź wyczekująca z ręką bez dobrej odpowiedzi.
- 2♥️️, 2♠️️, 3♣️️, 3♦️ - 8+ pkt. i co najmniej piątka w licytowanym kolorze. Forsuje do dogranej.
- 2BA - ręka zrównoważona i co najmniej 8 PC.

Jeżeli otwierający zrobi rebid 2BA po odpowiedzi 2♦️, to używa się tych samych odpowiedzi co po otwarciu 2BA:
2♣️️ - 2♦️
2BA - ?
- 3♣️️ - Stayman,
- 3♦️/♥️️ - transfery.

### Odpowiedzi na 2♦️/♥️️/♠️️
Podniesienie koloru partnera ma za zadanie poprawić blok. 2BA jest sztucznym, silnym pytaniem o skład pokazującym zainteresowanie dograną. Otwierający mając minimum (5-8 PC) wraca na swój kolor. Mając więcej licytuje nowy kolor, aby pokazać asa lub króla w tym kolorze lub też licytuje 3BA nie mając bocznego asa ani króla, pozwalając partnerowi wybrać kontrakt.   
Zmiana koloru przez odpowiadającego oznacza co najmniej 5 kart w tym kolorze i forsuje. Otwierający powinien podnieść kolor odpowiadającego z 3-kartowym fitem lub ew. drugim honorem (Qx lub lepiej). Bez fitu otwierający: 
a) mając minimum (5-8 PC) wraca na swój kolor,
b) mając więcej licytuje nowy kolor, albo BA.

### Odpowiedzi na 2BA[1]
Odpowiedzi analogiczne do odpowiedzi na 1BA. 3♣️️ to Stayman, 3♦️/♥️️ to transfery.

## Drugie okrążenie licytacji

### Rebidy otwierającego[1][2]
Rebidy otwierającego limitują jego rękę. Mając rękę minimalną (13-15 pkt.) należy podnieść kolor partnera bez przeskoku, np. 
1♥️️ - 1♠️️
2♠️️,
wrócić na swój kolor, np. 
1♣️️ - 1♥️️
2♣️️,
lub zgłosić nowy kolor bez przeskoku i bez rewersu np. 
1♦️ - 1♠️️
2♣️️.
Mając rękę średnią (16-18 pkt.) należy wykonać przeskok: 
1♥️️ - 1♠️️
3♠️️,
1♣️️ - 1♥️️
3♣️️,
lub wykonać rewers np. 
1♦️ - 1♠️️
2♥️️.
Mając górę otwarcia (19-21 pkt.) otwierający musi zrobić bardzo silny rebid, np. zalicytować swój kolor starszy z podwójnym przeskokiem, np. 
1♥️️ - 1♠️️
4♥️️,
lub zgłosić nowy kolor z przeskokiem, np.
1♥️️ - 1♠️️
3♦️.

### Rebidy odpowiadającego[1][2]
Rebidy odpowiadającego limitują jego rękę. Mając rękę minimalną (6-9 pkt.) może spasować kolor partnera, np. 
1♣️️ - 1♥️️
2♣️️ - pas,
lub wrócić na swój kolor bez przeskoku np. 
1♣️️ - 1♥️️
2♣️️ - 2♥️️.
Mając wartości inwitujące (10-12 pkt.) można inwitować do dogranej podnosząc kolor partnera, np. 
1♣️️ - 1♥️️
2♣️️ - 3♣️️,
wracając na swój kolor z przeskokiem, np. 
1♣️️ - 1♥️️
2♣️️ - 3♥️️.
lub licytując 2BA, np. 
1♥️️ - 1♠️️
2♦️ - 2BA.
Odpowiadający może także zalicytować forsujący czwarty kolor, np. 
1♦️ - 1♠️️
2♣️️ - 2♥️️!
Mając wartości forsujące do dogranej (13+ pkt.) odpowiadający może zgłosić nowy kolor np. 
1♦️ - 1♠️️
2♦️ - 2♥️️,
wykonać rewers, albo zalicytować forsujący czwarty kolor.

### Kontynuacje po rebidzie 1BA
Po rebidzie 1BA nowy kolor bez rewersu jest nieforsujący, np. 
1♥️️ - 1♠️️
1BA - ? 
2♣️️, 2♦️ - nieforsujące. Odpowiadający musi wykonać przeskok do 3♣️️/♦️, żeby sforsować do dogranej.
Rewers i przeskok w nowy kolor forsują do dogranej, np. 
1♣️️ - 1♥️️
1BA - ? 
2♠️️, 3♦️ - forsuje do dogranej.

### Kontynuacje po odpowiedzi 2/1
Jeżeli odpowiadający odpowiedział nowym kolorem bez przeskoku na poziomie 2 to rebidy są takie same z wyjątkiem tego, że przeskok w pierwszy kolor otwierającego na wysokość 3 forsuje do dogranej, np. 
1♠️️ - 2♣️️
2♥️️ - ? 
- 2BA, 3♣️️, 3♥️️ - wartości inwitujące do dogranej (ok. 10-12  pkt),
- 2♠️️ - wyrażenie preferencji, ok. 10-12 pkt. nie forsuje.
- 3♠️️ - forsuje do dogranej.
- 3♦️ - forsujący czwarty kolor, forsuje do dogranej.

Jeżeli odpowiadający odpowiada kolorem na poziomie dwóch, to zobowiązuje się zalicytować ponownie, chyba że otwierający zalicytuje dograną. Przykład.  
1♠️️ - 2♣️️
2♦️ - ?
Odpowiadający nie może spasować, ponieważ otwierający może mieć aż 18 pkt. Odpowiadający może zlimitować swoją rękę licytując 2♠️️, 2BA, 3♣️️, 3♦️.
Forsująca jest także sekwencja typu 
1♠️️ - 2♣️️
2♠️️ - ?,
mimo że otwierający pokazał tylko minimum (13-15 pkt.), gdyż w przeciwnym wypadku konieczne byłoby licytowanie koloru z przeskokiem nawet z minimalnymi nadwyżkami (15 pkt.), co zajmowałoby dużo miejsca w licytacji. Inaczej można by stracić dograną.
Forsująca jest także sekwencja typu 
1♠️️ - 2♦️
3♦️ - ?
W tym wypadku istnieją duże szanse na ugranie 3BA nawet przy minimum u odpowiadającego.

## Licytacja dwustronna
Wejście do licytacji oznacza ok. 8-16 pkt. Jest limitowane górą przez kontrę wywoławczą. Stosuje się cue bid Michaelsa i niezwykłe 2BA. Po interwencji przeciwników po otwarciu na wysokości 1 stosuje się kontrę negatywną.
Zalicytowanie nowego koloru starszego na poziomie 2 po interwencji przeciwnika wymaga 5 kart w kolorze i 11+ pkt.
Po kontrze przeciwnika na otwarcie na wysokości 1, przeskok w kolor partnera jest zaporowy, a 2BA oznacza wartości inwitujące lub lepsze, np. 
1♦️-(x)-?
- 2BA - poparcie dla partnera i 10+ pkt.
- 3♦️ - poparcie dla partnera, ale mniej niż 10 pkt.